# Duckeodendraceae
Duckeodendraceae  é uma família de plantas dicotiledóneas. No sistema de Cronquist (1981) ela é composta por uma única espécie, Duckeodendron cestroides, uma árvore grande das regiões tropicais da América do Sul (Brasil)
O sistema APG II (2003) coloca esta espécie na família Solanaceae.